# Ester Palmesino
Ester Palmesino (Asti, 7 maggio 1927 – Torino, 20 marzo 2016) è stata un'altista italiana.
"Piccolo scoiattolino bruno che sembra arrampicarsi nell'aria" (Archivio La Stampa: 13/07/1942 – articolo numero 166 pagina 2) la Palmesino è stata quattro volte campionessa italiana assoluta di salto in alto  Italia, vincitrice e finalista di competizioni internazionali.

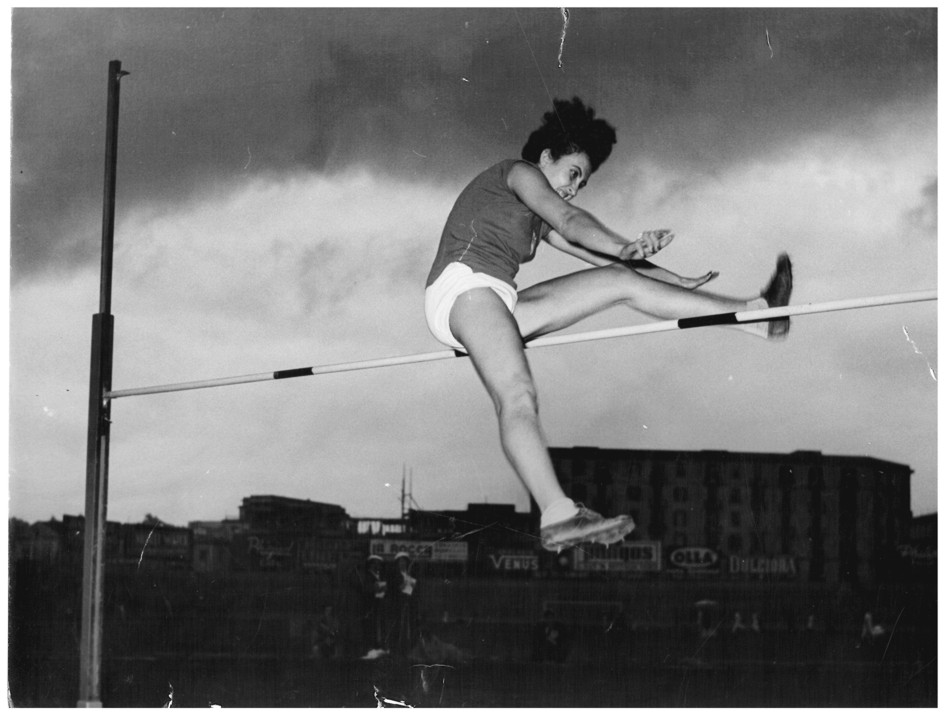
Ester Palmesino, Napoli 5 ottobre 1952, Italia-Inghilterra

## Attività e gare
- Torino, 12 luglio 1942, Trofeo La Stampa, di atletica femminile, gara della gioventù.
- Torino, 1946, Campione piemontese, categoria assoluta, salto in alto (G.S. Sip)
- Torino, 27 luglio 1947, Preolimpionica.
- Torino, 1948, Campione piemontese, categoria assoluta, salto in alto (G.S. Sipra Torino)
- Torino, 1949, Campione piemontese, categoria assoluta, salto in alto (G.S. Sipra)
- Torino, 24 maggio 1951, Fase regionale del campionato nazionale atletico femminile di società. Salto in alto: Palmesino (G.S. Sipra) m 1,50.
- Genova, 5 giugno 1951, Semifinale interregionale del campionato assoluto femminile di atletica leggera. Salto in alto: 1. Palmesino (G.S. Sipra).
- Padova, 17 giugno 1951, Finalissima del campionato italiano per società. Salto in alto: 1. Palmesino (G.S. Sipra).
- Torino, 29 luglio 1951, Riunione nazionale ad inviti. 1. Palmesino (G.S. Sipra) m 1,53.
- Biella, 9 settembre 1951, incontro interregionale femminile.
- Torino, 4 maggio 1952, Riunione di recupero dei campionati atletici italiani di società. Salto in alto: 1. Palmesino (G.S. Sipra) m 1,47.
- Torino, 21 giugno 1952, Stadio comunale, Campionati piemontesi di atletica femminile. Salto in alto: 1. Palmesino (G.S. Sipra) m 1,50.
- Bologna, 20 settembre, 1953, Stadio Comunale, Finale dei campionati italiani femminili di società.  Salto in alto: 1. Palmesino (G.S. Sip) m 1,50.
- Torino, 30 maggio, 1954, Stadio Atletico Torinese, Semifinali liguri-lombarde-piemontesi dei campionati Nazionali Femminili di Società.
- Torino, 11 luglio, 1954, Stadio Comunale, Campionati femminili piemontesi di atletica leggera. Salto in alto: 1. Palmesino Ester (G.S. Sip) m 1,47.
- Torino, 12 giugno, 1955, Stadio Atletico Comunale, Campionato di società (torinesi/lombarde).
- Torino, 10 luglio, 1955, Stadio Comunale, Gare femminili di atletica leggera valevoli per l'assegnazione del titolo piemontese assoluto. Salto in alto: 2. Palmesino (G.S. SIP).
- Torino, 17 luglio, 1955, Stadio Comunale, Incontro italo-francese di atletica tra la rappresentativa dell'Università di Nizza e le squadre di due società torinesi: il G.S. Sip in campo femminile e il G. S. Lancia in quello maschile. Salto in alto: 2. Palmesino (G.S. Sip) m 1,50.

## Campionati italiani assoluti di atletica leggera - Salto in alto femminile
1946, Parma
- Oro ai Campionati italiani assoluti di atletica leggera, salto in alto – m 1,45

1948, Milano, 19 settembre
- Oro ai Campionati italiani assoluti di atletica leggera, salto in alto – m 1,53

1952, Bologna, Stadio Comunale, 17-18 e 19 ottobre
- Oro ai Campionati italiani assoluti di atletica leggera, salto in alto – m 1,50

1953, Roma, Stadio Olimpico, 25-27 settembre
- Oro ai Campionati italiani assoluti di atletica leggera, salto in alto – m 1,50

## Incontri internazionali di atletica leggera - Salto in alto femminile
- Torino, 15-9-1946, Stadio Comunale: Italia 44 – Austria 40. Alto:  Oro 1. Palmesino (I) m 1.50.
- Vienna, 9-8-1947, Stadio Prater: Austria 48 – Italia 36. Alto:  Argento 2. Palmesino (I) m 1.53.
- Torino, 14-9-1947, Stadio Comunale: Italia 51 – Cecoslovacchia. Alto:  Oro 1. Palmesino (I) m 1.53.
- Roma, 27-6-1948, Stadio delle Terme: Italia 36 – Olanda 56. Alto:  Bronzo 3. Palmesino (I) m 1.50.
- Torino, 12-9-1948, Stadio Comunale: Italia 51 – Ungheria 43. Alto:  Oro 1. Jannoni/Sebastianini (I) & Palmesino (I) m  1.45 (altra fonte prima Palmesino e seconda Jannoni).
- Rotterdam, 24-7-1949, Stadio Feyenoord: Olanda 52 – Italia 40. Alto:  Argento 2. Palmesino (I) m 1.55.
- Zlin, 7-8-1949: Cecoslovacchia 42 – Italia 52. Alto:  Bronzo 3. Palmesino (I) m 1.50.
- Bologna, 9-10-1949, Stadio Comunale: Italia 58 – Jugoslavia 48. Alto:  Bronzo 3. Palmesino (I) m 1.45.
- Roma, 1949: Rapp. Italiana - Surrey County. Alto.
- Terni, 1949: Rapp. Italiana - Surrey County. Alto.
- Udine, 2-7-1950, Stadio Moretti: Italia 49 – Austria 45. Alto: 4. Palmesino (I) m 1.50.
- Zagabria, 1-7-1951, Stadio della Dinamo: Jugoslavia 59 – Italia 47. Alto:  Argento 2. Palmesino (I) m 1.50.
- Winterthur, 12-8-1951, campo Deutweg: Svizzera 31 – Italia 53. Alto:  Argento 2. Palmesino (I) m 1.53.
- Genova, 23-9-1951, Stadio della Shell al campo di San Martino: Italia 56 – Francia 47. Alto:  Argento 2. Palmesino (I) m 1.48.
- Milano, 22-6-1952, Arena: Italia 42 – Germania 51. Alto: 4. Palmesino (I) m 1.45.
- Napoli, 5-10-1952, Stadio al Vomero: Italia 47 – Inghilterra 46. Alto:  Bronzo 3. Palmesino (I) m 1.48.
- Chambéry, 5-7-1953, Stadio Mas-Barral: Francia 56 – Italia 47. Alto:  Bronzo 3. Palmesino (I) m 1.54.
- Trieste, 13-9-1953: Italia 53 – Austria 41; Italia 58 – Svizzera 26. Alto: 4. Palmesino (I) m 1.45.
- Monaco di Baviera, 3-7-1954, Stadio Dante: Germania 69 – Italia 38. Alto:  4. Palmesino (I) m 1.45.
- Linz, 7-8-1954, Stadio Froschlerg: Austria 45 – Italia 49. Alto:  Bronzo 3. Palmesino (I) m 1.45.